# Тройтлен (окръг, Джорджия)
Окръг Тройтлен (на английски: Treutlen County) е окръг в щата Джорджия, Съединени американски щати. Площта му е 523 km², а населението - 6854 души (2000). Административен център е град Сопертън.